# Дикимдя (Нюрбинский район)
Дикимдя́ (якут. Дьиикимдэ) — село в Нюрбинском районе Республики Саха (Якутия) России. Административный центр и единственный населённый пункт Дикимдинского наслега.

## География
Село находится в западной части Якутии, в пределах восточной части Верхневилюйского плато, на берегах реки Нюрбинка (приток Вилюя), на расстоянии примерно 9 км (по прямой) к северу от города Нюрба, административного центра района.
Климат
Климат характеризуется как резко континентальный, с продолжительной морозной зимой и жарким летом. Абсолютный минимум температуры воздуха самого холодного месяца (января) составляет −61 °C; абсолютный максимум самого тёплого месяца (июля) — 40 °C. Среднегодовое количество атмосферных осадков составляет 260—280 мм. Снежный покров держится в течение 210—225 дней в году.
Часовой пояс
Село Дикимдя находится в часовой зоне МСК+6. Смещение применяемого времени относительно UTC составляет +9:00.

## Население
| 2002 | 2010 | 2012 | 2013 | 2014 | 2015 | 2016 |
| ---- | ---- | ---- | ---- | ---- | ---- | ---- |
| 352  | ↘328 | ↗332 | ↗337 | ↘336 | ↗338 | ↗339 |
| 2017 | 2018 | 2019 | 2020 | 2021 |      |      |
| ↘329 | ↗333 | ↘327 | ↘324 | ↗333 |      |      |

Половой состав
По данным Всероссийской переписи населения 2010 года, в гендерной структуре населения мужчины составляли 52,1 %, женщины — соответственно 47,9 %.
Национальный состав
Согласно результатам переписи 2002 года, в национальной структуре населения якуты составляли 100 % из 352 чел.

## Улицы
| - ул. Нюрбинка, - ул. Озёрная, | - ул. Омолдонская, - ул. Степана Федотова. |

## Инфраструктура
В селе действуют основная общеобразовательная школа, фельдшерский пункт, культурный центр «Дьулуур» и библиотека.